# جاك باول (لاعب كرة قاعدة)
جاك باول (بالإنجليزية: Jack Powell)‏ هو لاعب كرة قاعدة أمريكي، ولد في 17 أغسطس 1891 في هولوكوم في الولايات المتحدة، وتوفي في 12 مارس 1930 في ممفيس في الولايات المتحدة بسبب ضغطات البطن.